# مجموعة (سلاح الجو)

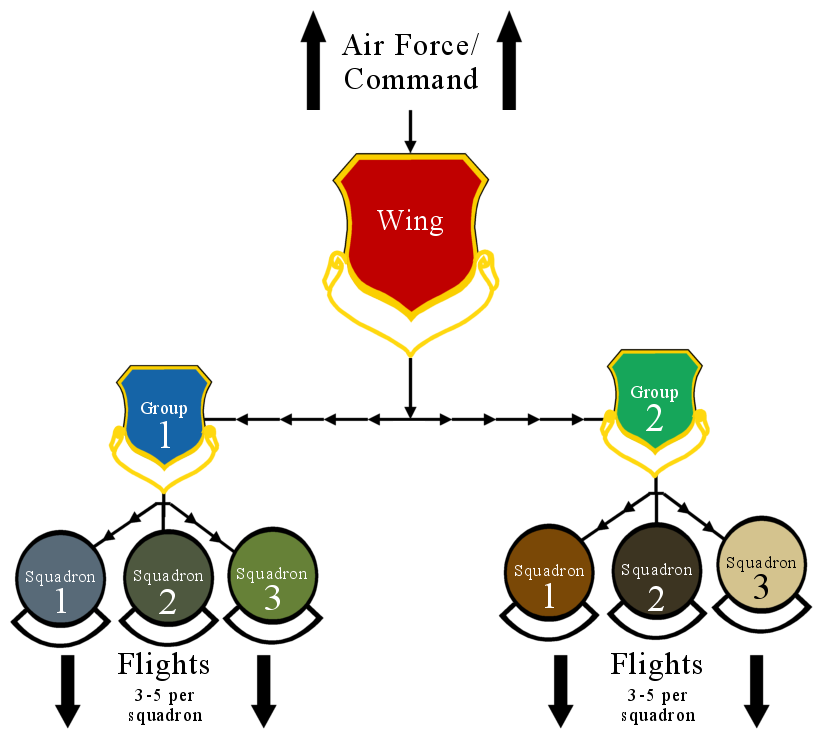

المجموعة هي وحدة طيران عسكري، ومكونة من عناصر التنظيم والتكوين العسكري. قد يختلف مصطلحي مجموعة والجناح اختلافًا كبيرًا من دولة إلى أخرى، وكذلك بين الفروع المختلفة لقوة الدفاع الوطني.
تختلف المجموعات الجوية اختلافًا كبيرًا في الحجم والحالة، ولكنها بشكل عام تتخذ شكلين:
- وحدة منكونة من 2-4 أسراب، يقودها مقدم أو عقيد أو مقدم في البحرية أو عقيد في البحرية أو رتبة معادلة. تستخدمها القوات الجوية الأمريكية (USAF)، groupes للقوات الجوية الفرنسية، gruppen للوفتفافه الألمانية، سلاح مشاة البحرية الأمريكية، [1] ذراع الأسطول الجوي البريطاني وبعض الخدمات الجوية البحرية الأخ[ بحاجة لمصدر ]رى عادة ما تتبع هذا النمط. [بحاجة لمصدر] [ بحاجة لمصدر ]
- تشكيل أكبر، غالبًا ما يتألف من أكثر من 10 أسراب، يقودها لواء ، عميد أو عميد بحري أو لواء بحري أو نائب مارشال. تتبع القوات الجوية للعديد من دول الكومنولث، مثل القوات الجوية الملكية البريطانية (RAF) ، هذا النمط. في مثل هذه الحالات، تعادل المجموعة جناح في الولايات المتحدة، الألمانية <a href="./%D8%AA%D9%86%D8%B8%D9%8A%D9%85%20%D9%84%D9%88%D9%81%D8%AA%D9%81%D8%A7%D9%81%D9%87" rel="mw:WikiLink">كوشفادا</a> أو الفرنسية escadron.

| بحجم   | البريطانية وبحرية الولايات المتحدة | القوات الجوية الأمريكية وقوات مشاة بحرية الولايات المتحدة | كندي           | القوات الجوية الألمانية               | مستوى رتبة فريق أول أو قائد وحدة |
| ------ | ---------------------------------- | --------------------------------------------------------- | -------------- | ------------------------------------- | -------------------------------- |
| أكبر   | مجموعة                             | جناح                                                      | الفرع الجوي    | لا يوجد مكافئ                         | OF-6 أو OF-7                     |
| كبير   | جناح                               | مجموعة                                                    | جناح Escadre   | Taktisches Luftwaffengeschwader (ناح) | OF-4 أو OF-5                     |
| صغير   | سرب                                | سرب                                                       | سرب اسكادرون   | ستافيل                                | OF-3 أو OF-4                     |
| الأصغر | طيران                              | طيران                                                     | طيران اسكادريل | شوارم / كيت                           | OF-2                             |

## الولايات المتحدة الأمريكية

### القوات الجوية الأمريكية
في القوات الجوية للولايات المتحدة (USAF) تتكون المجموعة من سربين أو أكثر، غالبًا ما تكون محاذية وظيفياً داخل الجناح. حسب AFI 38-101 تنظيم القوات الجوية (21 أبريل 2015) المجموعة هي "مستوى القيادة بين الأجنحة والأسراب. تجمع المجموعات سربًا متعددة أو وحدات من المستوى الأدنى الأخرى لتوفير قدرة أوسع. "
قبل عام 1991، لم يكن من غير المعتاد أن يكون لدى مجموعة دعم القوات الجوية الأمريكية أسراب تابعة، ولكن مجرد وحدة أكبر من سرب. في مثل هذه الحالات لن يكون للمجموعة مقر.